# تالار می‌گساری

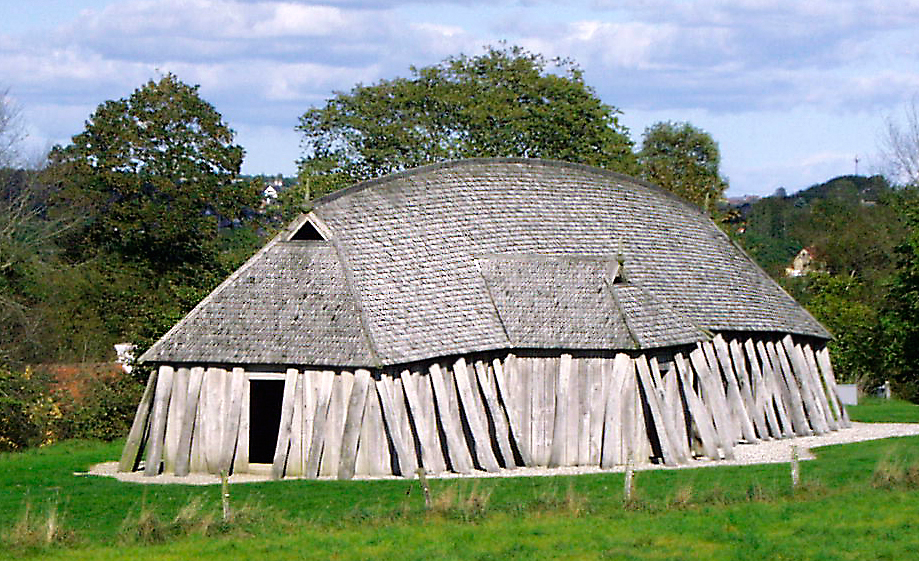
یک درازخانه ۲۸.۵ متری بازسازی‌شده در دانمارک.

در میان ژرمن‌ها ی اولیه، تالار می‌گساری (انگلیسی: Mead hall) یا تالار جشن (feasting hall) ساختمانی بزرگ با یک اتاق بزرگ بود که برای دریافت مهمانان و به عنوان مرکز زندگی اجتماعی جامعه در نظر گرفته می‌شد. از قرن پنجم تا قرون وسطای آغازین چنین ساختمانی محل سکونت ارباب یا پادشاه و ملازمان او بود. این سازه‌ها همچنین مکان‌هایی بودند که اربابان می‌توانستند به‌طور رسمی از بازدیدکنندگان پذیرایی کنند و جایی که جامعه برای معاشرت گرد هم می‌آمدند و به اربابان اجازه می‌دادند بر فعالیت‌های اجتماعی رعایای خود نظارت کنند.

## ریشه‌شناسی
نام قدیمی چنین تالارهایی ممکن است sal/salr بوده باشد و بنابراین در نام مکان‌های قدیمی مانند «اوپسالا» وجود داشته باشد. معنای این کلمه در آلمانی Saal، هلندی zaal، فریزی seal، ایسلندی salur تلفظ ایسلندی: [ˈsa:lʏr̥]‏، سوئدی، نروژی و دانمارکی sal، لیتوانیایی salė، فنلاندی sali، استونیایی saal، ایژوری saali، مجارستانی szállás، فرانسوی salle، ایتالیایی/لهستانی/زبان پرتغالی/اسپانیایی/صرب-کرواتی sala و روسی зал (zal) (همه به معنای "تالار" یا "اتاق بزرگ") حفظ شده‌است. در زبان انگلیسی کهن، sele و sæl استفاده می‌شد. این کلمات از نظر ریشه‌شناسی با واژه‌های امروزی انگلیسی salon و saloon (هر دو شکل پسوندداری از 'sal') مرتبط هستند. اصطلاح "mead-hall" یک هم‌ریشه مستقیم با اصطلاح سانسکریت "madhushala" است که به میخانه اشاره دارد.

## باستان‌شناسی
از حدود سال ۵۰۰ میلادی تا مسیحی‌سازی اسکاندیناوی (تا سده سیزدهم)، این تالارهای بزرگ بخش‌های حیاتی مرکز سیاسی بودند. آنها بعداً با تالارهای ضیافت قرون وسطی) جایگزین شدند.
نمونه‌هایی که حفاری شده‌اند عبارتند از:
- جنوب غربی لی‌ره، دانمارک. بقایای یک مجتمع تالار وایکینگ‌ها در سال‌های ۱۹۸۶ تا ۱۹۸۸ توسط تام کریستنسن از موزه روکیلده کشف شد.[۳] تاریخ‌گذاری رادیوکربن چوب‌های پی آن نشان می‌دهد قدمت آن حدود ۸۸۰ سال است. بعدها مشخص شد که این تالار بر روی یک تالار قدیمی‌تر ساخته شده‌است که دیرینگی آن به سال ۶۸۰ می‌رسد. در سال‌های ۲۰۰۴ تا ۲۰۰۵، کریستنسن یک سالن سوم را که کمی شمال دو سالن دیگر قرار داشت، حفاری کرد. این تالار در اواسط قرن ششم ساخته شده بود، دقیقاً همان دوره زمانی بیوولف. هر سه تالار حدود ۵۰ متر طول داشتند.[۴] حفاری‌های مداوم به ایجاد ویژگی‌های بصری سالن‌های سلطنتی و موقعیت آنها در چشم‌انداز اطراف لی‌یر، حدود ۵۰۰–۱۰۰۰ کمک کرده‌است.[۵]
- گودمه، دانمارک. دو تالار مشابه در سال ۱۹۹۳ حفاری شد. فقط سوراخ‌های ستون‌های ساختمان به اصطلاح "Gudme Kongehal" (تالار پادشاه) یافت شد. بزرگتر از این دو ۴۷ متر طول و ۸ متر عرض داشت. اقلام طلایی یافت شده در نزدیکی محوطه بین ۲۰۰ تا ۵۵۰ سال قدمت دارند. قبرستان‌های عصر آهن Møllegårdsmarken و Brudager در نزدیکی هستند. تالارها ممکن است بخشی از یک مرکز مذهبی و سیاسی منطقه‌ای بوده باشند که به عنوان مکان‌های ضیافت سلطنتی با Lundeborg به عنوان بندر خدمت می‌کردند.[۶]
- West Stow, Suffolk. یک روستا از قرن پنجم و ششم حفاری شده‌است، که شامل چندین تالار یا سالن است. بزرگ‌ترین تالار کامل تقریباً ۲۳ فوت (۷٫۰ متر) عرض و ۴۶ فوت (۱۴ متر) طول دارد.[۷]
- ییورینگ، نورثومبرلند. چندین تالار، با اندازه و اهداف متفاوت، به اواخر قرن ششم و هفتم میلادی بازمی‌گردند. دو تالار اصلی وجود دارد که بزرگتر از بقیه هستند. ساختمان‌های اولیه در این سایت به احتمال زیاد توسط بریتون‌ها ساخته شده‌اند، در حالی که ساختمان‌های بعدی توسط آنگلوساکسون‌ها ساخته شده‌اند.[۷] بزرگ‌ترین تالار تقریباً ۳۶ فوت (۱۱ متر) عرض و ۸۱ فوت (۲۵ متر) طول دارد. تالارهای Yeavering معمولاً به عنوان منابع واقعی الهام بخش تالار ضیافت یا می‌گساری Heorot از داستان بیوولف تفسیر می‌شوند.[۷][۸]

## زمینه پیدایش
تالار ضیافت یا می‌گساری از درازخانه‌های اروپایی ایجاد شد:
- درازخانه دوران نوسنگی نامرتبط حدود ۵۰۰۰ سال قبل از میلاد با اولین کشاورزان اروپای مرکزی و غربی معرفی شد. خانه‌های کشیده بعدی تا بیش از هزار سال پس از توقف استفاده از نسخه نوسنگی مورد استفاده قرار نگرفتند.
- درازخانه‌های دامداران ژرمنی در قرن سوم یا چهارم قبل از میلاد در امتداد سواحل جنوب غربی دریای شمال پدید آمدند و پیش از Fachhallenhaus آلمانی و هلندی یا خانه ژرمنی فروبوم بودند.

انواع احتمالی مربوط به درازخانه‌های قرون وسطایی اروپا که برخی نمونه‌های آن به جای مانده‌اند عبارتند از:
- Langhus  اسکاندیناویایی یا وایکینگها، با انواع خانه‌های مزرعه‌ای سنتی مانند نمونه حفاری شده در ورباس، دانمارک، نوع پادگانی/سربازخانه‌ای برای جنگجویان مانند آنهایی که در دژ مدور یافت می‌شود و تالارهای بزرگ و پیچیده ضیافت مانند تالارهای می‌گساری.
- انواع جنوب غربی انگلستان در دارتمور و ولز
- انواع شمال غربی انگلستان در کامبریا
- لان هاوس اسکاتلندی ،"سیاه‌خانه" یا taighean dubha
- "لونژر" فرانسوی یا maison longue (فقط با در نظر گرفتن انواع مشابه به آنهایی که در دارتمور یا کومبریا شرح داده شده‌است، احتمالاً منشأ نورمانی دارد)

## افسانه و تاریخ

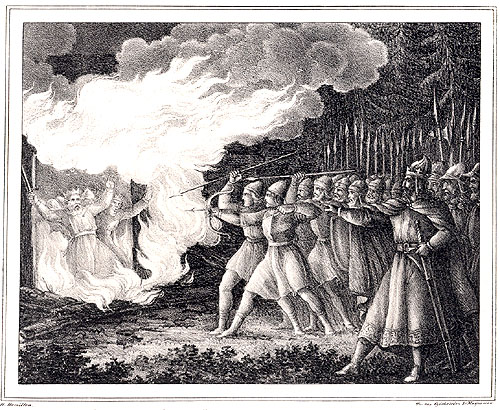
اینگیالد، زنده سوزاندن پادشاهان تحت فرمانش در تالار ضیافت جدیدش.

حکایات متعددی از تالارهای بزرگ ضیافت ساخته شده برای جشن‌های مهم زمانی که از خانواده سلطنتی اسکاندیناوی دعوت می‌شد، وجود دارد. بر اساس افسانه ای که توسط اسنوری استورلوسون، در هایمس‌کرینگلا ثبت شده‌است، ورملاند اواخر قرن نهم، سردار آکی از هر دو پادشاه نروژی هارالد یکم و پادشاه سوئدی اریک ایموندسون دعوت کرد، اما پادشاه نروژی را به اقامت در [تالار ضیافت] مجلل و تازه‌ساخته‌اش دعوت نمود، زیرا او جوانترین پادشاه بود و دورنمای بهتری داشت. از سوی دیگر، پادشاه مسن‌تر سوئدی مجبور شد در تالار ضیافت قدیمی بماند. پادشاه سوئد آنقدر تحقیر شد که آکی را کشت.
ساخت تالارهای جدید ضیافت می‌توانست تدارکی برای قتل‌های خائنانه شاهان نیز باشد. در بخش یانگلی ساگا هایمس‌کرینگلا، اسنوری روایت می‌کند که چگونه در قرن هشتم، پادشاه افسانه‌ای سوئد اینگجالد یک تالار بزرگ ضیافت را صرفاً برای سوزاندن تمام پادشاهان کوچک تابع خود در اواخر شب هنگامی که آن‌ها خواب بودند، ساخت. طبق حماسه اینگوار بزرگ‌مسافر، همین حیله توسط پادشاه سوئد اریک ششم و حاکم نروژ هاکون سیگوردسون انجام شد، زمانی که آنها آکی، پادشاه زیر نظر شورشی سوئد، را در گاملا اوپسالا در اواخر قرن دهم به قتل رساندند.
همچنین این احتمال وجود دارد که تالارهای بزرگ به عنوان مکان‌های حفاظتی عمل کرده باشند. حدس زده می‌شود که تحت حاکمیت آلفرد بزرگ، جریمه‌های مربوط به حفاظت از اموال متعلق به پادشاه ممکن است شامل تالارهای ضیافت نیز شده باشد. این جریمه‌ها از جنگ در داخل ساختمان جلوگیری می‌کرد.

## اساطیر
حداقل از قرن دهم به بعد در اساطیر اسکاندیناوی، نمونه‌های متعددی از تالارهایی وجود دارد که مردگان ممکن است به آنجا برسند. معروف‌ترین نمونه والهالا است، تالاری که اودین نیمی از کشته شدگان در جنگ را در آن می‌پذیرد. فریا، در عوض، نیمه دیگر را در سسرومنیر دریافت می‌کند.

## در داستان
در داستان، تالارهای ضیافت یا می‌گساری معمولاً در آثاری ظاهر می‌شوند که در دوران قرون وسطی اتفاق می‌افتند.
- در دنیای خیالی جی. آر. آر. تالکین سرزمین میانه، روهان (به معنی «تالار ضیافت» در انگلیسی باستان) تالار بزرگ طلایی بود که در روهان ساخته شده بود. مدوسلد تالاری بزرگ با سقف کاهگلی بود که از دور به نظر می‌رسید از طلا ساخته شده باشد. دیوارهای آن با پرده‌های نقاشی شده که تاریخ و افسانه‌های روهان را به تصویر می‌کشید، تزئین شده بود و به عنوان خانه ای برای پادشاه و خاندانش، تالار ملاقات پادشاه و مشاورانش و تالار اجتماعات عمل می‌کرد. همچنین، تالار ضیافت یا می‌گساری محل اصلی خانه بئورن است که در آن به بیلبو بگینز، دورف‌ها و گندالف در هابیت می‌گساری و غذا می‌دهد.
- در الدر اسکورولز اثر بتزدا سافت‌ورکز، نژادی به نام نوردها، که شبیه مردمان ژرمنی هستند، تالارهای ضیافت یا می‌گساری بزرگی مانند یورواسکر که در الدر اسکورولز ۵: اسکایریم یافت می‌شود، می‌سازند.
- در شرک ۳، شاهزاده چارمینگ برای جمع‌آوری برخی از شرورهای افسانه ای به منظور انجام «کار کثیف» با او در فیلم از تالار ضیافت یا می‌گساری دیدن می‌کند.
- فیلم چگونه اژدهای خود را تربیت کنیم صحنه کوتاهی با تالار ضیافت یا می‌گساری دارد.
- فیلم بئوولف عمدتاً در تالار ضیافت یا می‌گساری اتفاق می‌افتد.
- در سریال کمدی تلویزیونی نروژی ''نورسمن (Vikingane به زبان نروژی)، جشن‌ها اغلب در تالار ضیافت یا می‌گساری روستا برگزار می‌شود.